# Eva Vitija
Eva Vitija (* 1973 in Basel) ist eine Schweizer Drehbuchautorin und Filmregisseurin.

## Leben
Vitija ist die Tochter des Schweizer Schauspielers Joseph Scheidegger und der Psychologin Claudia Freund.
Seit 2002 arbeitet sie als Script Consultant und Drehbuchautorin für Kino und Fernsehen, unter anderem zu den Filmen Sommervögel von Paul Riniker und Madly in Love von Anna Luif, beide von 2010. Ihr Dokumentarfilm Das Leben drehen – Wie mein Vater versuchte, das Glück festzuhalten von 2015 wurde 2016 mit dem Zürcher Filmpreis, dem Solothurner Filmpreis und dem Basler Filmförderpreisausgezeichnet. Sie war Mitinhaberin der Produktionsfirma Ensemble Film mit Sitz in Zürich, die auch Vitijas zweiten Kinofilm als Regisseurin, Loving Highsmith, produzierte; der Dokumentarfilm über die Romanautorin Patricia Highsmith eröffnete 2022 die Solothurner Filmtage und war für den Schweizer Filmpreis nominiert. Die Anhörung der Regisseurin Lisa Gerig war ihr erster Film als Produzentin und gewann den Schweizer Filmpreis, den Prix de Soleure und den Zürcher Filmpreis.
Nebst ihrer Tätigkeit als Autorin ist sie in der Filmpolitik aktiv. Sie ist Stiftungsrätin in der Kulturkommission der Sussiimage und der Zürcher Filmstiftung und war beteiligt an der Erstellung einer Studie mit dem Titel «Die Gender-Frage: Zahlen und Fakten aus der Schweizer Filmförderung», die 2015 veröffentlicht wurde. Ebenso war sie Co-Leiterin einer Studie zu Drehbuch- und Regiehonoraren von Schweizer Filmproduktionen, die 2020 präsentiert wurde.

## Filmografie
- 2003: Meier Marilyn (Drehbuch)
- 2010: Madly in Love (Drehbuch)
- 2010: Sommervögel (Drehbuch)
- 2013: Das alte Haus (Drehbuch)
- 2015: Das Leben drehen – Wie mein Vater versuchte, das Glück festzuhalten (Dokumentarfilm: Regie, Drehbuch)
- 2022: Loving Highsmith[17] (Dokumentarfilm: Regie, Drehbuch)
- 2023: Die Anhörung[18] (Dokumentarfilm: Produktion)